# 聖經帶
聖經帶（英語：Bible Belt，又稱聖經地帶）是美國的基督教福音派在社会文化中佔主导地位的地区。俗稱保守派的根據地，多指美國南部。
在美國，這稱呼特指美南浸信会为主流的南部，及周边地区。这个名词的来源是，这些地区的人特别注重从福音派这一新教宗派的立场来诠释《圣经》。这些地区与自由派及新教宗派的美国东北部和不信宗教者为主的西部形成了鲜明的对比。例如新英格兰的佛蒙特州不信宗教者占37%，而在聖經地帶的阿拉巴马州，不信宗教者仅12%。在美国所有州中，田纳西州福音派教徒占比最高，约为52%。福音教派在佐治亚州北部、田纳西州、阿拉巴马州、密西西比州、北卡罗莱纳州、弗吉尼亚州东南部、西弗吉尼亚州、南卡罗莱纳州北部以及得克萨斯州东部影响力最强。
最初使用这一术语的是美国社会评论员H·L·孟肯，他于1924年在《芝加哥论坛报》上写到“我怀疑，旧的博弈正在圣经带上演。”1927年，孟肯正式声称他是这一政治术语的发明人。此后，除了美国以外的其他国家，也开始使用这一术语来指代本国新教信仰浓厚的地区。

## 历史
在殖民时代，殖民地南部普遍信奉聖公會（英国国教），并且随着宗教复兴运动发扬光大。但是到了19世纪，很多圣公会教会开始转变为非圣公会的新教教会。在这一时期，殖民地北部的新教教会经常前往南方进行传教活动。在殖民时代早期，浸信会活动的中心位于中部殖民地。1707年，新泽西省、宾夕法尼亚省和特拉华殖民地的五个教会联合组成费城浸信会协会，并通过该协会开展了积极的传教活动。1760年，今天位于康涅狄格州、纽约州、新泽西州、宾夕法尼亚州、特拉华州、弗吉尼亚州和西弗吉尼亚州的也被囊括其中。到了1767年，费城浸信会协会又开设了两个分会，分别是位于新英格兰的沃伦分会和弗吉尼亚的克托克顿分会。除此之外，费城浸信会协会在1751年在卡羅萊納省创立查尔斯顿协会时也发挥了重要作用。

## 地理
聖經地帶的具體範圍有三種講法：
1. 其一，包括美國東南部及中西部各個州。大致上是西北至肯薩斯州、西南至德薩斯州，東北至弗吉尼亞州、東南至佛羅里達州。
2. 其二，南北戰爭時期所有南方州份及其西面延伸，但除卻加州。
3. 其三，連加拿大的艾伯塔省及卑詩省的菲沙河谷亦包括在內。

## 美国以外地区
美國以外地區也常有「聖經帶」的說法，包括：
- 加拿大：包括艾伯塔省和萨斯喀彻温省南部郊区、马尼托巴省南部、卑詩省的菲沙河谷地区、新斯科舍省的安纳波利斯河谷、新不伦瑞克省的圣约翰河谷都是福音主义保守派的基本盘。
- 澳大利亚：昆士兰州（特别是东南部的图文巴）、悉尼大西区、墨尔本东区外郊、阿德莱德东北区和帕斯远北郊。
- 荷蘭：橫貫荷蘭中部，詳見：聖經帶 (荷蘭)。

## 政治和文化内涵
圣经地带一词的主要使用者是对基督新教持贬低和负面批评态度的人士，他们认为这些地区的宗教与一些社会事务不当地搅和在一起，如：政治、科学和教育等领域。在美國南部白人為主的地區，過去曾長期實施種族隔離政策。
1950年，美国总统杜鲁门告诉天主教领袖，他要向梵蒂冈派遣大使，国会佔多數的民主党议员通过了这个动议，但他们同时也警告：“这个决定可能会使圣经地带的民主党国会议员败选。”在當時，南方保守派的民主党国会议员佔民主党的重要多數。
1960年代起，聖經地帶成為共和黨的鐵票區。